# Managed care
Managed care ist ein Steuerungsmodell im Gesundheitswesen. Dabei werden die freie Arztwahl und die Marktmechanismen zugunsten von geplanten, vertraglich geregelten Abläufen eingeschränkt, um die Kosten zu senken und die Versorgungsqualität zu erhöhen. Patienten können sich einem Managed-Care-System freiwillig anschließen, etwa um Beitragssenkungen zu erhalten, oder sie werden (beispielsweise in den USA üblich) vom Arbeitgeber in einer Health Maintenance Organization (HMO) versichert. Leistungserbringer binden sich ebenfalls vertraglich an ein Managed-Care-System. Häufig erhalten sie dort keine Einzelleistungsvergütung, sondern ein fixes Budget, und/oder sie werden mit einem Anteil an Kosten und Gewinn beteiligt.
In Deutschland und  der Schweiz wünschen die Gesetzgeber Hausarztnetze mit Budgetverantwortung: in Deutschland seit 2009  Hausarztzentrierte Versorgung [HzV] (§ 73b SGB V, neugefasst mit dem Gesetz zur Weiterentwicklung der Organisationsstrukturen in der GKV), in der Schweiz schon seit 1996 (Krankenversicherungsgesetz). Dabei schließt eine Anzahl von Hausärzten einen gemeinsamen Selektivvertrag (d. h. außerhalb des Budgets der KV) mit einem oder mehreren Versicherern, in dem ein Kostenrahmen für alle in diesem Vertrag eingeschlossenen Versicherten festgelegt wird. Bei Kostenunterschreitung erhält das Netz einen Bonus, bei Überschreitung einen Malus. Die Versicherten, die sich einem solchen Netz anschließen, erhalten eine Prämienreduktion.
Im niederländischen Gesundheitswesen gibt es auch den Hausarzt als sog. Gatekeeper: Patienten müssen immer zuerst zu einem ihnen anhand der Wohngegend zugeteilten Hausarzt gehen. Zahl und Niederlassungsorte dieser Grundversorger sind strikt reguliert. Die Grundversorger haben nur eine geringe apparative Ausstattung – weder Praxislabor noch Röntgen – und weisen bei Bedarf weiter. In Deutschland ist das nur auf freiwilliger Basis bei Teilnahme an einzelnen Disease-Management-Programmen so geregelt.

## Gelöste und ungelöste Probleme
Es gibt ein geringeres Angebot und weniger Reservekapazität. Bei betriebswirtschaftlich rechnenden Managern eines Managed-care-Systems besteht die Tendenz, die Kapazität möglichst knapp zu bemessen, um eine hohe Auslastung zu erreichen. Dies bewirkt eine Kosteneinsparung, aber auch einen Verzicht auf Reservekapazität, was sich in oft langen Wartezeiten äußert. (In den Niederlanden etwa für eine Blutentnahme ein bis zwei Wochen, für nicht lebenswichtige Operationen bis mehrere Monate.) Da die Patienten während dieser Wartezeiten oft eingeschränkt oder nicht arbeitsfähig sind und da Spätfolgen einer zu späten Behandlung nicht ausgeschlossen sind, können solche Einsparungen im Gesundheitswesen zu schwer kalkulierbaren gesellschaftlichen Mehrkosten führen.
Es gilt ein umgekehrtes Anreizsystem. Wenn Leistungserbringer nicht für das Erbringen, sondern zu einem gewissen Teil für das Vermeiden von Leistungen belohnt werden, besteht die Tendenz – mehr oder weniger unbewusst – eigentlich notwendige Leistungen einzusparen. Dies muss durch entsprechende Qualitätskontrollmechanismen kompensiert werden. Entsprechend muss bei den traditionellen Modellen die Versuchung zur Überbehandlung, zu unnötigen und zu teuren Therapien und zur Verschwendung bekämpft werden.

## Aktuelle Bedeutung in der Schweiz
In der Schweiz waren am 1. Januar 2004 knapp 500.000 (von insgesamt circa 7 Millionen) Versicherte in Managed-Care-Modellen, 100.000 davon in HMOs, 400.000 in Hausarztnetzen. Wenn Versicherer Hausarztversicherungen anbieten, treten diesen in der Regel 30 bis 50 Prozent der Versicherten bei. Bei der HMO sind es weniger, da hier die Ärzte nicht bereits bekannt sind.
Am 17. Juni 2012 hatte das Schweizer Volk über eine Gesetzesvorlage abgestimmt, die den Anteil der Versicherten in integrierten Versorgungsmodellen auf 60 Prozent steigern sollte. Für die Ablehnung sprachen sich die SP, SVP und BDP aus, die übrigen Parteien gaben die Ja-Parole bekannt. Diese Vorlage wurde bei einer Beteiligung von 38,0 Prozent mit 76 Prozent Nein-Stimmen (1'480'889 Nein zu 466'996 Ja) abgelehnt. Mit über 91 Prozent Nein-Stimmen war im Kanton Waadt vor dem Kanton Tessin (87,5 Prozent) und dem Kanton Genf (87 Prozent) die größte Ablehnung der Vorlage. Da bisher selten eine Vorlage, die aus dem Parlament (Nationalrat und Ständerat) kam, mit so vielen Nein-Stimmen abgelehnt wurde, überrascht das Resultat.

## Aktuelle Bedeutung in Deutschland
Erste Ansätze zur Verwirklichung von Managed care in der deutschen gesetzlichen Krankenversicherung sind Disease-Management-Programme und die Integrierte Versorgung. Eine deutliche Ausweitung wird im Zusammenhang mit einem Wechsel zum Einkaufsmodell für die stationäre und ambulante Versorgung diskutiert.